# I cavalieri di Ekebù
I cavalieri di Ekebù è un'opera lirica di Riccardo Zandonai su libretto di Arturo Rossato basato su La saga di Gösta Berling di Selma Lagerlöf. L'opera fu rappresentata per la prima volta nell'ambito della stagione lirica del Teatro alla Scala di Milano il 7 marzo 1925.

## Trama

### Atto I
Gösta, un prete che è stato sconsacrato perché dedito all'alcool, è innamorato di Anna. In un'osteria di Ekebù il padre della ragazza, Sintram, lo induce a bere sempre più, nella speranza che l'odiato Gösta si uccida e lasci libera la figlia. Anna, pur ricambiando l'amore di Gösta, vede quest'ultimo caduto ubriaco nella neve e lo abbandona.
Gösta viene accolto nel castello della Comandante, che aiuta persone disperate, e diviene uno dei suoi cavalieri, un gruppo di infaticabili lavoratori.

### Atto II
Nel castello ha luogo una recita a cui deve partecipare Anna. La Comandante inserisce anche Gösta tra gli attori, facendogli interpretare la parte di uno spasimante di Anna. Quando si svolge la recita, realtà e finzione si confondono e Anna e Gösta finiscono per unirsi in un lungo bacio.
Sintram, presente alla recita, giura vendetta. La Comandante, turbata, impone a Gösta di ricondurre Anna a casa.

### Atto III
È Natale, i cavalieri della Comandante sono ubriachi per i festeggiamenti. Sintram ne approfitta per far loro credere che la Comandante sia in affari col diavolo, al quale vorrebbe vendere le loro anime. La trama di Sintram ha successo e la Comandante viene cacciata dal castello.

### Atto IV
Al castello, dopo la partenza della Comandante, tutto sta andando in rovina. Anna è stata ripudiata dal padre, e Gösta l'ha tenuta con sé. La Comandante, malata, viene trovata morente nella neve ed è ricondotta al castello. Ella perdona chi le ha fatto del male, benedice Anna e Gösta, poi riorganizza le attività del castello. La Comandante muore serena mentre al castello la vita e il lavoro stanno tornando alla normalità.

## Prima rappresentazione
Direttore d'orchestra era Arturo Toscanini, lo scenografo era Giovanni Grandi e il regista Giovacchino Forzano.
Gli interpreti della prima rappresentazione furono:
| Ruolo            | Interprete           |
| ---------------- | -------------------- |
| Gösta Berling    | Franco Lo Giudice    |
| La Comandante    | Elvira Casazza       |
| Anna             | Maria Luisa Fanelli  |
| La madre di Anna | Lina Lanza           |
| Sintram          | Fernando Autori      |
| Cristiano        | Benvenuto Franci     |
| Fuchs            | Pariso Votto         |
| Everardo         | Aristide Baracchi    |
| Wemburgo         | Chase Baromeo        |
| Samzelius        | Carlo Walter         |
| Berencreuz       | Amleto Galli         |
| Kristoffer       | Giuseppe Menni       |
| Liecrona         | Alfredo Tedeschi     |
| Rutger           | Emilio Venturini     |
| Kenvellere       | Giovanni Genzardi    |
| Røster           | Palmiro Domenichetti |
| Julius           | Giuseppe Nessi       |
| *Ostessa         | Ida Mannarini        |
| Una fanciulla    | Anita Apolloni       |